# Stefan Schumann
Stefan Schumann (* 1974/1975) ist ein ehemaliger deutscher Footballspieler.

## Laufbahn
Der 1,86 Meter messende Schumann spielte von 1992 bis 2000 für die Hamburg Blue Devils. Er wurde mit der Mannschaft 1996 deutscher Meister sowie 1996, 1997 und 1998 Eurobowl-Sieger. Allerdings verpasste er Teile der Saison 1997 wegen eines im Juli 1997 zugezogenen Wadenbeinbruchs.
Mit der deutschen Nationalmannschaft gewann der in der Offensive Line eingesetzte Schumann 2000 Silber bei der Europameister.
Der gelernte Bankkaufmann war bei den Hamburg Blue Devils zeitweilig Mitglied des Vereinsvorstands (Schatzmeister) und gehörte dem Trainerstab an.